# Martim Pais Barregão
Martim Pais Barregão

O cavaleiro Martim Pais Barregão aparece na História de Portugal como comendador da Ordem de Santiago e cabo militar que se distinguiu na conquista de Alcácer-do-Sal (Qasr Abu Danis), em 1217. Na realidade, o seu nome seria Martin Peláez (ou Páez), el Barragán[1] (Martinus Pelagii, nome latinizado como é referido nos documentos notariais).
Martin Peláez seria originário do Norte da Península, Galiza, Astúrias, Leão ou Castela; há referência a «D. Martinus Pelaez Barragàn Matritensis»[2], o que provavelmente se refere a Madrid, mas eventualmente a Madridanos, Zamora. A sua mãe seria, concebivelmente, teria sido Urraca Fernandi de Sueyro[3], que provavelmente é o actual Sueiro ou Soeiro, nas Astúrias, sendo que o plausível pai, Pelayo, é referido como Valdés[4], o que não se consegue referir a algum Valtho, pelo que corresponderá mais concebivelmente a toponímico, à região asturiana de Luarca. López Arguleta[5] indica que a maior probabilidade é a de ser filho de Pelay Fernández Calvo, dono da fortaleza de Añador (Aãdor, Dañador), região de Cuenca, Castilla-La-Mancha, que terá vindo das Astúrias com as suas tropas, passando por Toledo, para a conquista de Béjar. Este é referido como filho e sucessor do señor de Villamarín[6], o que talvez o indique como filho do milites ou caballero Fernán (Fernando) Yáñez (Annes, Juanes e Eanes são variações), fundador do mosteiro de San Bartolomé de Serantes, Castropol, onde está sepultado, fundador da linhagem Villamarín[7], mas é de suspeitar que este autor tenha confundido Pelay Fernández Calvo com Pelay Fernández Curvo[8], este, sem dúvida filho do grande capitão asturiano que governou de La Limia, Toroño, Maqueda, Talavera e Montoro, entre outras regiões e praças. Note-se que este Fernán Yáñez tinha um irmão chamado Pelayo Yáñez, o qual teve um filho chamado Martín, e outro chamado Bartolomé Yáñez[9], sendo filhos de Juan Álvarez, oriundo do Norte ocidental das Astúrias e com actividade na Galiza, e Geloyra Martínez. Pelayo Yáñez (Pelagius Iohannis) está mencionado en documentos da iglesia de Oviedo entre 1132 e 1146 e aparece numa escritura na região de Madridanos, Zamora. 
Desconhece-se a data de nascimento de Martin Peláez, podendo-se admitir que terá sido dentro das três penúltimas décadas do séc. XII.
Há referências a uma esposa Maiore Pellagii, ou Maior Gagildiz[10], e talvez uma Maria Iohanis (Hobona, muçulmana convertida)[11]. Neste último caso, além da filha Marinha Martins referida O Nobiliário de D. Pedro[12], nascida Martins Barregão da Cunha – depois Marinha Mendes ou Marinha Mendes Chacim (1220-1275 ou 1190-1275), por casamento com Gonçalo Mendes, o Chançarel (El Chancarel Mendes Chacim)[13] – o registo do Mosteiro do Sobrado, na Galiza, aponta para três filhos de um Martín Peláez, o Valente (cognome que, na época, poderia ser sinónimo de barregão[14]): Domingos Martins (Dominicus Martini) Teixilanus (de A Teixeira?), Maria Martins (Maria Martini) e João Martins (Iohannes Martini).
Em 1193, um Martinus Pelagio[15] foi alcalde de Villafranca – região senhoreada pelos Flaínez, Froila Díaz e Ramirus Frolaz, incluindo Otros, Bierzo, Cabrera, Urvel, Villabuena, Valdeorras, Molina Seca e até Astorga[16].
Um registo indica um Pelagius Barragán como inquisitor[17] – um cargo judicial – do rei, e Orozco y De La Parra indica Martín Barragán nas funções de portero[18], isto é, chefe da guarda real de Fernando III, o que influenciaria a decisão posterior deste em apoiar a sua investidura como Grão-Mestre da Ordem de Santiago[19].
Martin Peláez poderá ter participado na batalha de Navas de Tolosa[20].
Certo é que foi designado comendador de Palmela[21], então sob domínio da Ordem de Santiago de Espada, sob hierarquia de Uclés[22], e, em Junho de 1217, à frente das hostes espatárias, participou na reconquista de Alcácer-do-Sal, organizada pelo bispo de Lisboa, Soeiro Viegas, com o apoio do bispo de Évora, de Templários, Hospitalários e cruzados flamengos em que sobressaía o conde de Withe[23]. Foi dele a iniciativa e comando da manobra táctica[24] que, à revelia da estratégia definida pelos comandantes do cerco, permitiu salvar o exército cristão de uma derrota tremenda, devido à posição incorrecta no terreno. Perante as tropas islâmicas de socorro, os chefes cristãos tinham dado ordem às suas azes para alinhar na parte ocidental, em posição desfavorável no terreno, com o sol a dificultar a visão, sendo que, para mais, estavam em inferioridade numérica. Perante o desânimo dos soldados cristãos, o franzino e audaz Martinho, desobedecendo aos comandantes, mudou os seus cavaleiros para uma posição lateral, e, estandarte à direita e à esquerda, brandindo seu escudo, apoiado imediatamente pelos templários, atacou os islâmicos com sucesso[25]. Acompanhou William I, conde da Hollanda (1167-1222) em combates contra os sarracenos, durante cerca de quatro meses[26].
Foi comendador do Hospital de Sanctiago de los Caulleros en Toledo[27].
Foi eleito Grão Mestre da Ordem de Santiago em 1217. Em 1217 ou, mais provavelmente, 1218, após a demissão, em Julho do ano anterior, do Mestre García González de Arauzo, foi nomeado Grão-mestre da Ordem de Santiago, ou seja, comandante dos espatários em toda a Península Ibérica, cargo que exerceu até 1221. Durante o seu mestrado, a Ordem dividiu-se nas fidelidades[28]. García González, Candamio, que seria mestre em 1222-24 e Álvaro Núñez rivalizaram com Martín Peláez.
Martín Peláez terá morrido no dia 15 de Outubro de 1221[29], sem que se saiba onde, em batalha contra um exército muçulmano ou em resultado do aprisionamento por este. A única referência diz respeito à batalha de Ourense, o que parece inconsistente numa batalha contra os mouros, pois, à época, Ourense estava, há muito, em poder dos cristãos e embora tenham cessado as tréguas de Castela com Abu Yaqub Yúsuf II al-Mustánsir, filho de Muhammad An-Nasir, e a taifa de Badajoz, em 1221, parece claramente fora do alcance deste.
Os cronistas de Santa Cruz, apesar de reconhecerem a ligação à congregação e indicarem a sua morte em 1221[30], referem a origem em Ferreira, Viseu, e atribuem a ascendência a Paio Fernandes (1100 -?) e Mayor Soares, o primeiro filho de Fernaõ Jeremias e Mayor Soares, esta última filha de Soeiro Viegas[31], senhor de Ferreira de Aves, mas a genealogia remete-nos aparentemente para o bispo Martinho Paes I, falecido em 1226, e não para o cabo de guerra Martín Peláez. A referência a Paio Fernandes de Ferreira de Aves que acompanhou Afonso Henriques na Batalha de Ourique em 1139 e na tomada de Lisboa em 1147, na companhia do filho Pedro Pais, parece, pois, nada ter a ver com o nosso mestre da Ordem de Santiago. O mesmo sucede com Paio Barregão, que aparece como confirmante de doação de Afonso Henriques ao Mosteiro do Lorvão, em 1169 e em 1170, no Foral dos Mouros Forros de Lisboa, Almada, Palmela e Alcácer.
[1] Rades y Andrada, F. de, Chronica de las Tres Ordenes y Cauallerias de Sanctiago, Calatrava y Alcantara, Parte Chronica de Sanctiago, Toledo: Juan de Ayala, 1572 (ed. facs. Barcelona, 1980, El Albir), p. 26.
[2] López Agurleta, J., Aguado de Córdova, A. F. y Alemán y Rosales, A. A. (ed.), Bullarium Equestris Ordinis S. Iacobi de Spatha, Madrid: Typographia Ioannis (Juan) de Ariztia (Ariza), 1719 (Series Magistrorum Ordinis Militiae Sancti Iacobi), p. XXXVIII.
[3] Escritura de 1220, em muñoz y romero, Tomás, Colección de fueros municipales y cartas pueblas de los reinos de ..., vol. 1: «Urraca Fernández do Sueyro, con su hijo Martin Peláez deja la heredad de Codesido à favor de don Pedro, abad de San Pedro de Fora [Santiago de Compostela], de quien la tenía, y le dona el casal de Eyrado: «Era M.CCLVIII et quot VI nonas martii. Notum sit hominibus qod nos Urraca Fernandi de Sueyro et filius meus Martinus Pelagii qui presens est pro nobis et pro filiis de me Sanci Pelagii et omnis vox nestra vobis domino P. Petri abbati Santi Martini de foris pro vobis et pro omni conventu eiusdem monasterii, omnique voci vestre et sue, facimus pactum et placitum firmum in solidos D. Legionenses roboratum. Itaque nos quitamus et abnunciamus vobis illam hereditatem de Codesido cum suis directuris el quantum ibi habemus vel habere debemus, et ego domina Urraca Fernandi quito et abnuncio illud placitum quod vobiscum habebam de ipsa hereditate de Codessido quom debebant tenere in vita mea. E ideo vos datis michi Urrace Fernandi quinque octavas de pane in Lousama in vita mea quodlibet anuo percipiendas. Et nos damus et vobis nostrum casale de Irado cum cuanto ibi habemus vel habere debemus, et cum quanto ibi ganavimus in ipsa villa, de quo cassali debcmos vobis facere cartam. et debemus duccre ad concessionem et confirmationem de carta facienda filios quondam Gomesani Pelagii. Et ego Martinus Pelagii si magis vixero post mortem domino Urrace matris mee debeo tenere in vita mea quantam hercditatem de vobis tenet domina Urraca in Sueyro et casale de Villacova quod de vobis, tenet dona Urraca et casale de Irado quod iam vobis dedimus per cartam Et ego Martinus Pelagii de post mortem de domina Urraca debeo vobis dare solidos VIII in vita mea in quobis anno pro recognoscentia de ipsis predictis hereditatibus et debeo ipsas predictas hereditates dimitere vobis populatas ad mortem meam videlicet unum casale in Villacova et duos in Sueyro et unum in Irado de singulis bobus et de duabus vacis et de XII roxellis et de singulis porcis in uno quocunque casali et  [...] et pane et quantum magis ibi ganavimus et proectavimus et habemus. Et ego domina Urraca Fernandi dcbeo implere per nos et per omnia bona nostra et debemus parare bene et fideliter predictas hcreditates ipso monasterio et nichil alienemus de eis.»
[4] Escritura de doação de 1174, em Toro, Zamora, O-3, fº 135 v. Nº 64584: «1174 (era 1212). Toro: «Escritura de donación de Martin Peláez y. sus sobrinos, hijos de Sol Peláez, a D. Miguel Peláez y a la Orden de San Juan, de la mitad de la herencia. de su padre Pelayo Valdés. En Toro. − marq. de Montealegre...», Fernández Duro, Cesáreo, Memorias Históricas de la Ciudad de Zamora, Su Provincia Y Obispado, Valladolid: Editorial Maxtor, 2010, p. 375.
[5] López Agurleta, Joseph, Vida del Venerable Fundador de la Orden de Santiago y de las primeras casas de redempcion de cautivos; continuación de la apología por el habito canónico del patriarcha Santo Domingo de la misma orden; apéndice de escrituras y notas pertenecientes a las tres familias de fitas, sarrias y navarros..., Madrid: Bernardo Peralta, 1731, p. 44.
[6] Brito, Monarchia Lusytana..., vol. 2., p. 93. «D. Fernandeanes de Montor, de que se falla em o dito Tit. 22. n. 4, pay do mesmo, chamado por ambos aquelles modos, que pela Heroida Galiciana se vê o foi com o nome de D. Fernando Joannes [Yañez], Conde de Limia de Toroño y de Monterrofo, de que descendem os Sanheoanes y Villamarines» in Figueiredo, José Anastásio de, Nova História da Militar Ordem de Malta e do Senhorio Grão-Prior della em Portugal, Lisboa: na Officina de Simao Thaddeo Ferreira, 1800, nota 92. Rades y Andrada, F. de, Chronica de las Tres Ordenes y Cauallerias de Sanctiago, Calatrava y Alcantara, Toledo: Juan de Ayala, 1572 (ed. facs. Barcelona, 1980), Parte Chronica de Sanctiago, fols. 26r.-27r p. 39. http://www.aristarkos.com/bibliografia.html.
[7] Vilamarín (em galego) ou Villamarín é um dado problemático. Para além da existência, no séc. XII, de uma Vila Marim portuguesa próxima da margem direita do Douro, não muito distante da localidade ou quinta de Paicalvo,ou “Eiras de Pay Calvo”, conhece-se a existência de cinco povoações denominadas Villamarín no Norte de Espanha . Há duas, uma na região de Orense e outra na região a Sul de Luarca que se relacionam melhor com os outros factos.
[8] Souto Cabo, José António, Fernando Pais de Tamalhancos: trovador e cavaleiro, in https://www.academia.edu/2627227/Os_cavaleiros_que_fizeram_as_cantigas_Aproxima%C3%A7%C3%A3o_%C3%A0s_origens_socioculturais_da_l%C3%ADrica_galego_portuguesa?auto=download.
[9] 1140. Privilégio del Emperador D. Alfonso VII, en unión con la Emperatriz D. Berenguela y sus hijos D. Sancho y D. Fernando, expedido en favor de Bartolomé Yáñez Villaamil, por los muchos y leales servicios que él y sus antepasados le hablan prestado en las guerras contra los moros y otras personas con quienes habían tenido debates el mismo Emperador y sus causantes. Salamanca a 8 de Julio Era de 1178. Fue confirmado por el Rey D. Alfonso XI juntamente con la Reina D. María y el Infante D. Pedro su hijo primogénito, a favor de D. Fernando Álvarez de Villaamil y D. Gonzalo Álvarez de Villaamil su padre, caballeros de la orden de Santiago. 
[10] «Ego Martinus Pelagii cum uxore mea Maiore Pelagii facimus cartam donacionis de medietate hereditatis quam habemus vel habere debemus in Laciana [Tsaciana ou Ḷḷaciana, León, Cordilheira Cantábrica, Rio Sil], villa nominata Villa Avlino [Villablino, Viḷḷablinu], ordine Milicie Sancti Iacobi [...]»; «Martinus Pelagii / et uxor mea Maior Pelagii fieri iussimus, venerit vel venerimus , tam de propinquis / 12 nostris quam de extraneis , sit maledictus et excomunicatus et cum Iuda, Domini proditore»; «Martinus Pelagii et uxor mea Maior Fagildiz facimus cartam tes tamenti et firmitudinis vobis Johanni priori Sancte Crucis et universis fra tribus vestris de septima parte tetius fructus unius vinee quam habuimus in Cadima[Alcazaba Cadima, al-Qasba Qadima ou Fortaleza Vieja que foi o núcleo urbano originário da Granada muçulmana?]». Cf. «Martinus Pelagii et ego Maria Roderici damus tibi Petro Doblem, nostro cria[ do ] , / illam hereditatem nostram quam habemus in uilla nominata Quintanella, scilicet , casas , solares , terras , molinares , diuisa , exitu, cessum»; «[...] Ego petrus martini, cum uxore mea Marinna iohanis et cum meo sobrino petro pelagii, et cum meas sobrinas María dominici et Marinna dominicj et cum María pedriz, et Marinna pedriz, et ego martinus pelagii et cum uxore mea María domij. dominicj et cum sorore mea María pelaagii et sobrino meo pelagio petri, et cum meas sobrinas Marinna petri, María petri, Dominica petri, et Sancia petri, hanc katam vendicionis quam fieri juissimus, et legere audivimus [...]». 1186: «Et si quis contra hanc cartam donacionis quam ego Martinus Pelagii et uxor mea Maior Pelagii fieri iussimus, venerit vel venerimus, tam de propinquis nostris quam de extraneis, si maledictus et excomunicatus et cum Iuda, Domini proditore, in infernadmpnatus et super petet CCC morabetinos et careat voce. Facta carta vendicionis sub er MCCXXII et quodum pridie kalendas aprilis, reganante rege dompno Fernando cum filio suo refe domno Aldefonso in Legione et Galletia, Asturiis et Strematura.» 
[11] «Hobona [Hobona, de villa de Touru, qui après son baptême fut appelée Maria Iohannis] eut pour mari un nommé Valentia qui fut appelé au baptême Martinus Pelagii et ils eurent deux fils et une fille : Dominicus Martini, teixilanus, Maria Martini et Iohannes Martini» 62, in Guichard, Pierre (dir.) e Menjot, Denis (dir.). Pays d’Islam...  «Le destin des captifs : les Sarrasins du monastère de Sobrado en Galice (premier quart du xiiie siècle)». Referido em 1155 e 1223 (Cartulário de Fiães, doc. 192, fólio 63r-63v). A alcunha Valentia, que significa valente, pode ser, em alguns contextos, sinónimo de barregão, cf. Silva, António José da, Esopaida..., p. 317.
[12] Nobiliario de D. Pedro, Conde de Bracelos, hijo del rey D. Dionis de Portugal, João Baptista Lavaña (ed.), Roma: Estevan Paolinio, 1640. (http://pagfam.geneall.net/52/pessoas.php?id=1081346). Brandão, Frei António, Crónicas de D. Sancho i e D. Afonso ii. Introdução de Magalhães Basto, Porto: Liv. Civilização, 1945.
[13] Vilar, Hermínia Vasconcelos, «D. Afonso II e as Navas de Tolosa: a construção de um rei», in Carlos Estepa Díez, María Antonia Carmona Ruiz (coord.), La Península Ibérica en tiempos de las Navas de Tolosa, Monografías de la Sociedad Española de Estudios Medievales, 5. Madrid, 2014, p. 494. 
[14] Viterbo, Frei Joaquim de Santarosa de, Elucidario das Palavras, Termos, e Frases que em Portugal antigamente se usaram e que hoje regularmente se ignoram: obra indispensável para entender sem erro os documentos mais raros e preciosos que entre nós se conservam / Publicado em beneficio da litheratura portugueza, Tomo 1, Lisboa: Tipographia Regia Silviana, 1799 (2ª ed. revista, correcta e copiosamente adicionada de novos vocábulos, observações e notas críticas com um índice remissivo, Lisboa: A. J. Fernandes Lopes, 1865), p. 322; Silva, António José da, Esopaida ou Vida de Esopo, Coimbra: Universidade de Coimbra, 1979, p. 317. Flórez de Ocariz, op. cit, (1676, p. 422). Índice de la Colección de Don Luis de Salazar y Castro, criado por Baltasar Cuartero y Huerta, Antonio de Vargas-Zúñiga y Montero de Espinosa, tomo xxi, G-1 a H 52, n.s 33.361 a 34.139, Real Academia de la Historia, Madrid, 1958, p. 192, cap. xiv, fls. 132v. González, Julio, «Las conquistas de Fernando iii en Andalucía», in Hispania, 1946, p. 515-631. Ballesteros, Manuel, «La conquista de Jaén por Fernando iii el Santo», in Cuadernos de Historia de España, 1953, p. 63-138. 
[15] www.heraldrysinstitute.com/lang/pt/cognomi/Barreg%C3%A3o/Portugal/idc/601487/#. Brandão, Frei António, Monarquia Lusitana, p. 621. Brito, Frei Bernardo, Da Monarchia Lusytana, em Colleccao dos Documentos, Estatutos, e Memorias da Academia Real... Ribeiro, José Anastácio de Figueiredo, Nova Historia Da Militar Ordem De Malta, E Dos Senhores Grão ..., vol. 2, p. 248, nota 93. «1213. Pedro Suárez venden al monasterio de Meira la mitad de una casa en Villafranca por 800 sueldos, según se limita "per terminos Pelagii Baragam et Petri Domini et Petri Pelagii et per stratam francorum", Extracto en el Tumbo, fol. 325 v., Caj. 26».
[16] «alcalde de Villafranca [...] Martinus Pelagio lo es en 1193, Pelagio Barragán también lo será en 1198». Durany Castrillo e Rodríguez González, El sistema antroponímico.... Vital Fernández, Sonia, Alfonso VII de León y Castilla (1126-1157), 2.ª ed. Gijón: Ed. Trea, 2019.
[17] «Ego Martinus Pelagii hujus rei inquisitor fui, et hoc scriptum pro signo proprie manus conf.», in https://www.uni-muenster.de/Fruehmittelalter/Projekte/Cluny/CCE/php/view.php?bb=4327.
[18] «Martín Barragán que era criado suyo y portero de su cámara», in Ayala Martínez, Carlos de, «Las órdenes militares en el siglo XIII castellano. La consolidación de los maestrazgos», in Anuario de Estudios Medievales, 27/1 (1997), p. 242, referindo Orozco y Parra, Historia de la Orden, p. 362.
[19] Mota e Silva, Manuel F. de S. da (atribuído a), Galeria das ordens religiosas e militares, desde a mais remota antiguidade até nossos dias, Porto: Typographia na Rua Formosa n. 94, 1843, p. 147. «Ego Dominicus Johannis hujus rei inquisitor fui, et hoc scriptum pro signo proprie manus conf. † Ego Pelagius Barragan hujus rei inquisitor fui, et hoc scriptum pro signo proprie manus conf.», https://www.uni-muenster.de/Fruehmittelalter/Projekte/Cluny/CCE/php/view.php?bb=4327.
[20] «De homini meo calificó el vencedor en Las Navas a un Martín Peláez en 1210 (González , Alfonso VIII , III , n . 869, p. 523 )». 
[21] Gomes, 2012, p. 274; Costa, J. T. S., «A ordem de Santiago e a península de Setúbal: A conquista e a organização do território»; Olivera, Grandezas de Lisboa, fol .87. Garibay , lib . 7. c.9. lib . 34.C.16. Faria , Epitome, p. 4 .cap. soy 9. Brandão, Monarchia Lusitana, lib. 16 . cap. 60», Miravel y Casadevante, op. cit, tomo 7, p. 39.
[22] Haverá um João Fernandes templário, e um homónimo à frente dos santiaguistas (Ribeiro, José Anastácio de Figueiredo, Nova Historia Da Militar Ordem De Malta, E Dos Senhores Grão-Priores Della, Em Portugal, vol. 2, p. 248, n. 92.
[23] Script. X. Castri de Alcazar, in «Portugalia Ordinis Capitis, mira recuperatio ante Magisterium eius Comendatoris D. Martini, aliunde sumpta notitia, scilicèt ex Raymundo Zapater de Militia Templi Cap.7.ad ann. 1217. Vide ann. 1175. scrip.I.num.6. I»; López Agurleta, Aguado de Cordova y Alemán y Rosales, Bullarium..., p. 66-67.
[24] «Hic equus opponiturequis, hic ensibus ensis, hic clipeus clipeis, hico bruta cassi decassis. Quid multis moramur? Virtus divina superbos humiliavit humilesque suos victores effecit», Godefridi Monachi..., p. 342. Cf. Gosuíno, Carmen.
[25] «At Martinus commendator Palmele, parvus quidem corpore, sed non impar leoni cordis ferocitate, vexillum vibrans, ruiture gentis medium prorupit in agmen». Godefridi Monachi..., 1, p. 284-285, p. 342.
[26] Lay, p. 380.
[27] «Martin Peláez Comẽdador del Hospital de Toledo e Hospital de Sanctiago de los Caulleros en Toledo, y su fundación», RADES Y ANDRADA, op. cit., S.fo.18.col.2, p. 24.
[28] Ayala martínez, Carlos de, «Las órdenes militares en el siglo XIII castellano. La consolidación de los maestrazgos», in Anuario de Estudios Medievales, 27/1 (1997), p. 242. Chaves, Bernave de, Apuntamiento Legal, sobre el dominio solar, que por expressas reales donaciones pertenece à la Orden de Santiago en todos sus Pueblos..., s/l e s/d, p. 442. González, J., Reinado y Diplomas de Fernando III, Córdoba, 1980, I, p. 183. 
[29] Brito, Monarchia Lusytana, vol. 2., p. 93; López Agurleta, Aguado de Cordova, Alemán y Rosales, (ed.), Bullarium, pp. 64-72 ; Pretel Marín, «La toma de Alcaraz..., nota 42; Miravel y Casadevante, El Gran Diccionario..., tomo 8, p. 125; Mota e Silva, Manuel Ferreira de Seabra da (atribuído a), Galeria..., p. 147; «Diz mais [Argote de Molina] que se perdeo Martim Barregaõ na batalha de Ourense, em forma que não puderaõ achar morto, nem viuo. Da qual batalha não pude descubrir outra memoria» e «Foy morto em batalha que teue com os Mouros, como consta do liuro dos obitos de Santa Cruz, que diz assi. Idibus Octobris commemoratio Magistri Docles Martini Barregam, & fratrum eius, & aliorum Christianorum, qui cum eo à Sarracenis intersecti sunt. Nos idos de Outubro (não declara o anno) se faz comemoração do Mestre de Vcles Martim Barregão, & de seus caualeiros & outros Christãos que os Mouros matarão em sua companhia», Brandão, Frei António, op. cit., iv, Livro xiii, Cap. xii, p. 93-94. «Don Martin Peláez Barragán, comendador del hospital de Toledo, y electo gran maestre año de 1217, murió cautivo el de 1221», in López Agurleta, Aguado de Córdova, Alemán y Rosales (ed.), Bullarium, «D. Martinus Peláez Barragán Matritensis anno – 1217 ad finem ann. 1221. ob. fauciar à Maur, dize el calendario de la dicha orden que lo mataron los moros, e non sennala donde ni como ni en que batalla o lugar», idem, págs. 64-72. Todavia Rades y Andrada afirma: «El Rey de León [Alfonso IX] viendo el daño que de aquí se seguía, hizo a don Martin Peláez que dexasse el título de Maestre, y a los Caualleros que boluiessen a dar obediencia al Maestre don Garci Gonçalez», Chronica de Sanctiago, 27. 
[30] «D. Martinho Paes I. (que o Chronista dos Cónegos Regrantes de Santa Cruz de Coimbra affirma fora daquella Congregação)», in Brandão, Frei António, Monarquia Lusitana, Parte 4. lnt. de A. da Silva Rego, Notas de A. Dias Farinha e Eduardo dos Santos, Lisboa, Imprensa Nacional/Casa da Moeda, 1974. 
[31] O homónimo Soeiro Viegas (?-1232) foi Bispo de Lisboa e comandou a expedição que tomaria Alcácer do Sal, na qual participou Martim Pais, ao comando das hostes da Ordem de Santiago, talvez relacionado com os dominicanos. Um homónimo, Soeiro Viegas de Ribadouro (†±1187 a 90), filho de Egas Moniz, o Aio, e Teresa Afonso de Celanova, casado com Sancha Bermudes de Trava, filha de Bermudo Peres de Trava, foi tenente de Lamego e teve as honras de Vila Cova e Fontelo.
Bibliografia:
Aguado de Cordova, A. F., A. A. Alemán y Rosales y J. López Agurleta, Bullarium Equestris Ordinis S.Iacobi de Spatha, Madrid, Juan de Ariza, 1719 (Series Magistrorum Ordinis Militiae Sancti Iacobi), págs. 64-72; 
Álvarez Ortiz, Pilar, Historia de la villa y Castillo de Castrotorafe. Semuret, 2002.
Argote de Molina, Gonzalo, Nobleza de Andalucía, Jaen, 1957, p. 327, Sevilha: Fernando Diaz, 1588 
Ayala Martínez, Carlos de, «Las órdenes militares en el siglo XIII castellano. La consolidación de los maestrazgos», in Anuario de Estudios Medievales, 27/1 (1997), págs. 242-244, Nota 10, Nota 12, Nota 40.
Ayala Martínez, Carlos de, Martin Pelaez Barragan, in http://dbe.rah.es/biografias/60196/martin-pelaez-barragan. 
Bangueses Cobelas, Mary Cruz, Los Villamarín de Ourense, siglos XVI y XVII, Boletín Avriense, ISSN 0210-8445, Tomo 45, 2015, págs. 243-309.
Benito Ruano, Eloy, La Orden de Santiago en Asturias, Separata facticia de Asturiensia Medievalia, Oviedo, 1972.
Brandão, Frei António, Monarchia Lusitana, Edição Integral fac-similada das Partes Terceira e Quarta, Imprensa Nacional/ Casa da Moeda, Lisboa, 1973 e 1974, Edição Integral fac-similada das Partes Quinta e Sexta, Imprensa Nacional/ Casa da Moeda, Lisboa, 1976 e 1980. (Monarchia_Lusitana_X.html; Monarquia Lusitana VII.html). Collecção dos Principaes Auctores da Historia Portugueza, tomo 2, Lisboa: Academia Real das Sciencias, Typographia da Academia Real das Sciencias, 1806. 
Cabezas Lefler, Carlos, Fuentes documentales para el estudio de la encomienda de Castrotorafe de la orden militar de Santiago, Semuret, 1997.
Caro de Torres, Francisco, Historia de las órdenes militares de Calatrava, Santiago Y Alcántara, Juan González, Madrid, 1629. (Caro de Torres F - Historia de las órdenes militares de Santiago Calatrava y Alcantará.pdf) 
Chaves, Bernave de, Apuntamiento Legal, sobre el dominio solar, que por expressas reales donaciones pertenece à la Orden de Santiago en todos sus Pueblos..., s/l e s/d 
Chronica Regia Coloniensis. Monumenta Germania Historica. Scriptores Rerum Germanicarum. Georg Waitz (publ.) Hannoverae: Impensis Bibliopolii Hahniani, 1880, pp. 195, 240-242.
Costa, João Tiago dos Santos, «A ordem de Santiago e a península de Setúbal: A conquista e a organização do território» in Palmela – o Espaço e as Gentes (séculos xiii-xvi). Comunicação apresentada ao abrigo do projecto de III Ciclo em História Medieval da FCSH-UNL.
Cuartero y Huerta, Baltasar, y Montero de Espinosa, Antonio de Vargas-Zúñiga, Índice de la colección de don Luis de Salazar y Castro. Tomo XXI, Cap. XIV, p. 132 (Índice de la colección de don Luis de Salazar y Castro.pdf). 
Cunha, Mário Raul de Sousa, A Ordem Militar de Santiago: das origens a 1327, Porto, dissertação de mestrado policopiada, Porto, Faculdade de Letras-Universidade do Porto, 1991, p. 46, 74 107, in http://hdl.handle.net/10216/72367
David, Charles Wendell (ed.), Proceedings of the American Philosophical Society, Philadelphia, vol. 81, 1939, n. 25, pp. 591-678, «Narratio de ltinere Navali Peregrinorum Hierosolymam Tendentium et Silviam Capientum, A. D. 1189». 
Durany, M. y Rodríguez, M. C., «El sistema antroponímico en El Bierzo. Tumbo de San Pedro de Montes. Siglos IX al XIII», págs. 73-102
Fernandez Llamazares, Historia compendiada de las cuatro órdenes militares, Santiago, Calatrava, Alcantara y Montesa. Madrid: Imprenta de Alhambra y Compania, 1862, p. 41. (HistoriaCompendiadadelasCuatroOrdenesMilitares.pdf)
Franco Silva, «El señorío de Villafranca del Bierzo», in Boletín de la Real Academia de la Historia, CLXXIX (1982).
Fulgosio, Fernando, Crónica de la provincia de Orense, Madrid: Rubio, Grilo y Vitturi, 1868. 
Généalogie des Sarrasins de Santa Maria de Sobrado, Le destin des captifs : les Sarrasins du monastère de Sobrado en Galice (premier quart du xiiie siècle) in https://books.openedition.org/pul/21147
Godefridi Monachi Annales em Freiherr, Rerom Gennanicarum Scriptores, 1, 284-285. Francforte, 1600 (Hannoverae: Impensis Bibliopolii Hahniani, 1880). 
González, J., Reinado y diplomas de Fernando iii, vol. I, Córdoba, Monte de Piedad y Caja de Ahorros de Córdoba, 1980, p. 183;
Javierre Mur, Aurea, «Documentos para el estudio de la Orden de Santiago en Portugal en la Edad Media», in Bracara Augusta, 1964. 
Lomax, D.W., «The Order of Santiago and the kings of León», in Hispania, XVIII (1958), pp. 22-23;
Lomax, D.W., La Orden de Santiago (1170-1275), Madrid: Consejo Superior de Investigaciones Científicas (CSIC), 1965, pp. 11, 20, 28, 43, 55, 88, 133 y 176;
López Agurleta, José; Aguado de Córdova, Antonio F.; Alemán y Rosales, Alfonso A. (ed.), Bullarium equestris ordinis S. Jacobi de Spatha per annorum seriem nonnullis donationum, & alijs interiectis scripturis, Madrid: Typographia Ioannis (Juan) de Ariztia (Ariza), 1719 (Series Magistrorum Ordinis Militiae Sancti). 
Lopez Arguleta, Joseph, Apologia por el habito de Santo Domingo en la Orden de Santiago, y alegacion à favor de la Orden de Santiago, por su Santo Domingo de Guzmán Patriarcha, Fundador de la de Predicadores. Alcalà: Manuel de Moya, Impressor de Libros, 1725, p. 147. 
Lopez Arguleta, Joseph, Vida del venerable fundador de la Orden de Santiago y de las primeras casas de redempcion de cautivos; continuacion de la apologia por el habito canonico del patriarcha Santo Domingo en la misma Orden; apendice de escrituras y notas pertenecientes a las tres familias de sectas, sarrias y navarros... Madrid: Benito Peralta, 1731, viii, n. 49. 
Martin, Jose Luis (dir.), Documentos de los archivos catedralicios y Diocesano de Salamanca (siglos XII-XIII), (Documentos y estudios para la historia del occidente peninsular durante la Edad Media), Salamanca: Ediciones Universidad de Salamanca, 1977. 
Miravel y Casadevante, Joseph de, El Gran Diccionario Histórico o Miscellanea Curiosa de la Historia Sagrada y Profana, tomo 8. Trad. Louis Moreri, Paris: A Costa de los Libreros Privilegiados, e Léon: De los Hermanos Detournes, Libreros, 1753, p. 125. 
Mota e Silva, Manuel Ferreira de Seabra da (atribuído a), Galeria das ordens religiosas e militares, desde a mais remota antiguidade até nossos dias. Porto: Typographia na Rua Formosa no. 94, 1843, p. 147.
Nascimento, Aires A. (ed.), «Poema de conquista: a tomada de Alcácer do Sal aos Mouros (1217)», in Ler contra o Tempo: condições dos textos na cultura portuguesa, Lisboa: Centro de Estudos Clássicos, Faculdade de Letras de Lisboa, 2012, vol I (Gosuini de expugnatione Salaciae carmen)
Nobiliario de D. Pedro, Conde de Barcelos, hijo del rey D. Dionis de Portugal, João Baptista Lavaña (ed.), Roma: Estevan Paolinio, 1640, Tit. 41, §1 (Livro_de_linhagens_conde_d_pedro.pdf) 
Ocampo, Florián de, Las cuatro partes enteras de la crónica de España que mandó componer el serenísimo rey don Alonso llamado el Sabio. Donde se contienen los acontecimientos y hazañas mayores y más señaladas que sucedieron en España desde su primera población hasta casi los tiempos del dicho señor rey, Zamora: Augustin de Paz y Juan Picardo impresores; a costa de Juan de Spinosa, 9 de diciembre de 1541. Biblioteca Virtual del Patrimonio Bibliográfico BVPB20080023690. [Denominada también Tercera Crónica General y Crónica General Vulgata]
Olival, Fernanda, e Oliveira, Luís Filipe, «Santiago, Ordem de», in Franco, José E.; Mourão, José A.; Gomes, Ana C.C., Dicionário Histórico das Ordens e instituições afins em Portugal. Lisboa: Gradiva, 2010, p. 595-602. http://hdl.handle.net/10174/2572. 
Oliveira, Luís Filipe, De León a Portugal: la Orde Militar de Santiago, in Ad Limina, vol. 11, n.º 11, 2020, Santiago de Compostela. 
Orozco, Pedro de, y de la Parra, Juan, [Primera] Estoria de la Orden de la Caualleria del Señor Santiago del Espada. Manuscrito del siglo XV, de la Real Academia de la Historia. Publicada con el título Comendadores de la Orden de Santiago, «[Primera] Historia de la Orden de Santiago», introducción, trascripción, notas y apéndice del marqués de Siete Iglesias, [Primera] Historia de la Orden de Santiago. Prólogo de Diego de Angulo, introdução, transcrição, notas e apêndice de Vargas-Zúñiga y Montero de Espinosa, Antonio de, Marquês de Siete Iglesias. Badajoz: Editorial Institución "Pedro de Valencia" de la Excma. Diputación Provincial de Badajoz, 1978, pág. 362. Orozco, P. de, y Parra, J. de la, Comendadores de la Orden de Santiago, [Primera] Historia de la Orden de Santiago. Manuscrito del siglo xv, de la Real Academia de la Historia, pról. de Diego de Angulo, introd., transcr., notas y apéndice del marqués de Siete Iglesias, Badajoz, 1978, pág. 362. 
Rades y Andrada, Francisco de, Chronica de las Tres Ordenes y Cauallerias de Sanctiago, Calatraua y Alcantara, Parte Chronica de Sanctiago, Toledo, Juan de Ayala, 1572 (ed. facs. Barcelona, 1980, El Albir), fols. 26r.-27r.;
Rades y Andrada, Francisco de, Hospital de Sanctiago de los Caulleros en Toledo, y su fundación S.fo.18.col.2. 
Rivera Garretas, M., La encomienda, el priorato y la villa de Uclés en la Edad Media (1174-1310). Formación de un señorío de la Orden de Santiago, Madrid-Barcelona: CSIC, 1985, pág. 88;
Silva, António José da, Esopaida ou Vida de Esopo, Coimbra: Universidade de Coimbra, 1979. 
Souto Cabo, José António, Documentos Galego-Portugueses Dos Seculos XII e XIII», in Revista Galega de Filoloxía, Monografía 5, 2008, Univ. La Coruña, AHN, Mosteiro de Osseira, pasta 1511, n. 17. 
Valdeavellano, Luis G. de, Historia de España, vol. 1, 5.ª ed. (1.ª de 1952), Madrid: Ed. Revista de Occidente, 1973. 